# 第七屆新加坡金曲獎得獎名單
千禧年的《第七屆新加坡金曲獎頒獎典禮》於2000年9月16日最後一次在即將拆除的世界貿易中心海港之苑舉行。大會司儀為馮慧詩、許振榮、楊君偉和陳儷儀。巫許瑪莉和周崇慶主持星光大道。

## 最佳唱片製作獎
I'm OK——陶喆

## 933醉心龍虎榜頂尖金曲獎
至少還有你——林憶蓮

## 最佳本地作詞獎
心如刀割——黎沸揮

## 最佳本地作曲獎
紀念——蔡健雅

## 最受歡迎男歌手獎
張信哲

## 最受歡迎女歌手獎
鄭秀文

## 最佳演繹男歌手獎
陶喆

## 最佳演繹女歌手獎
王菲

## 最佳本地歌手獎
陳潔儀

## 最具潛力本地新人獎
孫燕姿

## 最佳組合獎
動力火車

## 最佳新人獎
- 金：蔡依林
- 銀：周蕙
- 銅：蕭亞軒

## 最具舞台魅力獎
郭富城

## 年度最暢銷專輯獎
只愛陌生人——王菲

## 流行樂壇榮譽大獎
伍佰

## 爭議
由於唱片銷量大獎限定計算日期，如同上屆在合格期間的個人銷售量最佳的一張專輯，便能獲獎，但獲獎的專輯未必是該年度全年最高銷量的專輯。另一方面，在同年七月，SPVA公佈了唱片銷量，指出陶喆以及鄭秀文的專輯分吃冠軍大餅，是計算日期內最高銷量的兩張專輯，而周蕙的專輯銷量僅次於該兩張專輯，但最後得獎者均不是這三位歌手中的其中一個。 而在2001年1月，SPVA發佈2000年全年最高銷量的十大專輯，當時最高銷量是孫燕姿的專輯，該榜單以唱片銷量作計算，惟未見得獎者的專輯，反而仍然有陶喆以及鄭秀文的專輯。

## 相關連結
新加坡金曲獎
1. ↑  . 聯合晚報. 25 September 1999.
2. ↑  . Lianhe Zaobao. 20 July 2000.
3. ↑  . The Straits Times. 9 January 2001  [2025-01-10]. （原始内容存档于2025-02-23）.